# غريدي ريتشاردسون
غريدي ريتشاردسون (بالإنجليزية: Grady Richardson)‏ هو لاعب كرة قدم أمريكية أمريكي، ولد في 2 أبريل 1952 في هيوستن في الولايات المتحدة.

## وصلات خارجية
- غريدي ريتشاردسون على موقع مرجع كرة القدم المحترفة.كوم (الإنجليزية)